# Benmont Tench
Benjamin Montmorency Tench III (Gainesville, 7 settembre 1953) è un tastierista e pianista statunitense, famoso per essere stato uno dei membri fondatori del Tom Petty and the Heartbreakers, insieme con Tom Petty, Mike Campbell e Ron Blair.
Nato a Gainesville, in Florida, Tench ha iniziato a suonare il pianoforte da giovanissimo. A 11 anni, incontrò Tom Petty per la prima volta (in un negozio di musica di Gainesville). Si spostò verso nord per andare alla Phillips Exeter Academy, poi alla Tulane University a New Orleans ma lasciò il college per entrare nella band di Tom Petty, Mudcrutch, embrione dei Tom Petty and the Heartbreakers.
Oltre a suonare il pianoforte e l'organo Hammond con gli Heartbreakers, Tench è anche apprezzato per la sua esperienza come session man, suonando con molti artisti notevoli, fra i quali Johnny Cash, Stevie Nicks, Sam Phillips, You Am I, Bob Dylan, The Rolling Stones, The Tragically Hip, Alanis Morissette, Green Day, The Cult, The Jayhawks, New Found Glory, Jeff Healey.
Ha lavorato anche in Italia suonando con la cantante friulana Elisa la tastiera: ha arrangiato il brano Four Seasons, che è stato usato per vari annunci, fra cui quello serale e notturno di Rete 4 di Emanuela Folliero (sostituita per un breve periodo da Benedetta Massola) dal 2001 al 2003, suonando sia la tastiera che il pianoforte.
Tench ha scritto diverse canzoni per altri artisti, fra le quali Never Be You (scritta con Petty), che fu un successo per Rosanne Cash. Ha ricevuto il premi ASCAP per due sue composizioni: nel 1995 per Stay Forever (eseguita da Hal Ketchum) e nel 2001 per Unbreakable Heart (eseguita da Carlene Carter).